# Hochschulpolitik der Europäischen Union
Die Hochschulpolitik der Europäischen Union umfasst alle Handlungen und Bereiche der Europäischen Union, die sich auf die nationalen Bildungssysteme im Hochschulbereich beziehen. Neben der Europäischen Union spielt in der europäischen Bildungspolitik insbesondere auch der Europarat eine bedeutende Rolle.

EU-Mitgliedstaaten

Mit dem Inkrafttreten des Maastrichter Vertrages am 1. November 1993 erhielt die Europäische Union, deren Handlungsrahmen dem Subsidiaritätsprinzip unterliegt, erstmals eine eigenständige Kompetenz in der Kultur- und Bildungspolitik.

## Institutionen und Akteure europäischer Hochschulpolitik

### Europarat

Mitglieder des Europarats

In einer frühen Phase europäischer Hochschulpolitik setzte sich vor allem der Europarat für eine gegenseitigen Anerkennung von studienrelevanten Leistungen und Abschlüssen ein. Die Mitgliedstaaten verabschiedeten drei Konventionen: die Europäische Konvention über die Gleichwertigkeit der Reifezeugnisse (1953), das Europäische Übereinkommen über die Gleichwertigkeit der Studienzeiten an Universitäten (1956) und das Europäische Übereinkommen über die Anerkennung von akademischen Graden und Hochschulzeugnissen (1959).
Im Jahr 1990 wurde das Europäische Übereinkommen über die allgemeine Gleichwertigkeit der Studienzeiten an Universitäten neu gefasst, und 1997 wurde das Übereinkommen über die Anerkennung von Qualifikationen im Hochschulbereich in der europäischen Region (Lissabon-Konvention) von den europäischen Mitgliedstaaten der UNESCO und den Mitgliedern des Europarates unterzeichnet.

### Europäische Gemeinschaft und Europäische Union
Viele Jahre gab es in der Europäischen Gemeinschaft (EG) nur wenig Bestrebungen in Richtung einer Harmonisierung der Hochschulpolitik. Einerseits war die Zuständigkeit unter den europäischen Institutionen strittig, andererseits stellte sich auch die Frage, inwieweit ein solches Ziel realisierbar und notwendig sei. Im Jahr 1976 wurde ein EG-Aktionsprogramm für eine Förderung zwischenstaatlicher Aktivitäten ausgearbeitet, dem weitere Aktionsprogramme folgten, die von der Europäischen Kommission vorangetrieben wurden. Im Jahr 1988 einigten sich die Mitgliedstaaten auf eine allgemeine Richtlinie für Hochschuldiplome. Die Frage, ob die Europäische Gemeinschaft sich überhaupt in der Bildungspolitik zu engagieren habe, blieb zunächst offen. So hieß es in einem umstrittenen Gerichtsurteil des Europäischen Gerichtshofs (EuGH), dass die Bildungspolitik zwar nicht zum Aufgabenbereich der Gemeinschaft gehöre, das Hochschulstudium aber zugleich eine Berufsausbildung darstelle und somit im Hinblick auf die Freizügigkeit für die EG von besonderer Relevanz sei.
Im Maastricht-Vertrag von 1992, der am 1. November 1993 in Kraft trat, wurde in Artikeln 126 und 127 EUV (später 149 und 150) erstmals festgelegt, dass die Bildungspolitik in den Primärbereich des Gemeinschaftsrechts fällt. Zugleich wurde darin ein Zugriff unter die strikte Beachtung der Verantwortung der Mitgliedstaaten gestellt und eine Harmonisierung der nationalen Bildungssysteme ausgeschlossen.

### Bologna-Prozess und Europäischer Hochschulraum

Am Bologna-Prozess teilnehmende Staaten

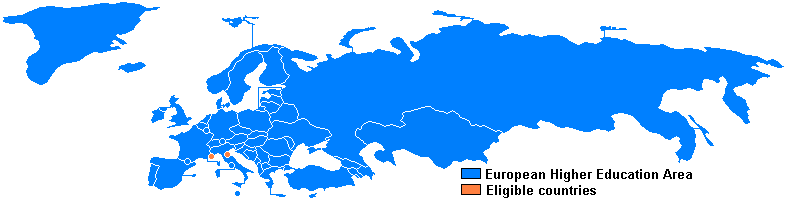
Der Europäische Hochschulraum (EHEA)

Durch die Bologna-Erklärung von 1999 – einer freiwilligen Selbstverpflichtung zu gemeinsam vereinbarten Zielsetzungen – wurde der Bologna-Prozess angestoßen. Dieser beinhaltet Schritte zu einer europaweiten Vereinheitlichung von Studiengängen und -abschlüssen ebenso wie eine staatenübergreifende Hochschulreform, die zur internationalen Mobilität von Studierenden beitragen soll. Der Bologna-Prozess führte unter anderem zur Einführung eines dreistufigen Hochschulsystems aus Bachelor-, Master- und Promotionsstudiengängen, mit dem Bachelor als neuem berufsqualifizierendem Abschluss. Darüber hinaus wurde die gegenseitige Anerkennung von im Ausland erworbenen Qualifikationen und von absolvierten Lernzeiten an anderen Universitäten sowie die
Umsetzung eines Qualitätssicherungssystems vereinbart.
Die Gründung des Europäischen Hochschulraums (EHEA) erfolgte im März 2010 während einer Ministerkonferenz aus dem Anlass des zehnjährigen Bestehens des Bologna-Prozesses. Der EHEA gehören die EU-Mitgliedstaaten sowie zahlreiche Nicht-EU-Länder an, zum Beispiel Island, Norwegen, die Schweiz, Israel und Russland (siehe Grafik). Voraussetzung der Teilnahme am Bologna-Prozess und am Europäischen Hochschulraum ist die Unterzeichnung des Europäischen Kulturabkommens.
Der Bologna-Prozess wird begleitet durch die „Bologna-Follow-up-Gruppe“ (BFuG), die die von der Bologna-Ministerkonferenz getroffenen Entscheidungen in ein konkretes Arbeitsprogramm umsetzt und die folgende Konferenz vorbereitet. Die Europäische Kommission ist als stimmberechtigtes Mitglied der europäischen BFUG am Bologna-Prozesses beteiligt.

## Pläne zur Schaffung eines Europäischen Bildungsraumes

Logo des Programms Erasmus+

Im Oktober 2020 stellte die Europäische Kommission ihr Ziel der Schaffung eines Europäischen Bildungsraumes bis 2025 vor. Der europäische Bildungsraum umfasst demnach sechs Dimensionen: Qualität, Inklusion und Gleichstellung der Geschlechter, ökologischer und digitaler Wandel, Lehrkräfte, Hochschulbildung sowie ein stärkeres Europa in der Welt. Das Ziel soll mit Hilfe des im Zuge der COVID-19-Pandemie europäischen Wiederaufbaufonds Next Generation EU und des Programms Erasmus+ erreicht werden.
Ende Februar 2021 einigten sich die Bildungsminister auf einen neuen Strategischen Rahmen für die europäische Zusammenarbeit auf dem Gebiet der allgemeinen und beruflichen Bildung. Dieser Rahmen ist eng an den Plänen für einen Europäischen Bildungsraum orientiert.
Das wichtigste Programm der europäischen Bildungspolitik ist das Programm Erasmus+.